# 第二层隧道协议
第二层隧道协议（英語：Layer Two Tunneling Protocol，縮寫為L2TP）是一种虚拟隧道协议，通常用于虚拟专用网。L2TP协议自身不提供加密與可靠性驗證的功能，可以和安全协议搭配使用，从而实现数据的加密传输。经常与L2TP协议搭配的加密协议是IPsec，当这两个协议搭配使用时，通常合称L2TP/IPsec。
L2TP支持包括IP、ATM、帧中继、X.25在内的多种网络。在IP网络中，L2TP协议使用注册端口UDP 1701。因此，在某种意义上，尽管L2TP协议的确是一个数据链路层协议，但在IP网络中，它又的确是一个会话层协议。

## 历史
1999年8月，互联网工程任务组发布RFC 2661，制定了L2TP协议的标准。
2005年，互联网工程任务组发布RFC 3931，制定了该协议标准的新版本——L2TPv3。

## 技術內容
整個L2TP封包，包括有效附載（payload）及標頭（header），皆是用用戶數據報協議（UDP）來傳送。L2TP本身並不提供加密和認證，但常用IPsec來確保L2TP的安全及完整性，兩種協議的組合一般被稱為L2TP/IPsec。L2TP tunnel的兩端分別是LAC（L2TP Access Concentrator）與 LNS (L2TP Network Server)。LAC扮演起始者的角色；LNS則是伺服器，等待新的隧道建立。而一旦隧道建立之後，兩點之間的溝通就是雙向性的。為了讓更高層級的協議更容易使用L2TP隧道，每個更高層協議，例如：PPP，都會在隧道中建立一個L2TP會話（或稱為"通話"）。無論是LAC或是LNS都可以開啟會話，而每個會話的流量都會被L2TP隔開，因此在一個隧道之中可以建立多個虛擬網路。執行L2TP的時候應要考慮最大傳輸單元（MTU）。在L2TP隧道中交換的的封包可分類為控制封包或是資料封包。L2TP提供控制封包的可靠性，資料封包則沒有。